# Leon Haslam

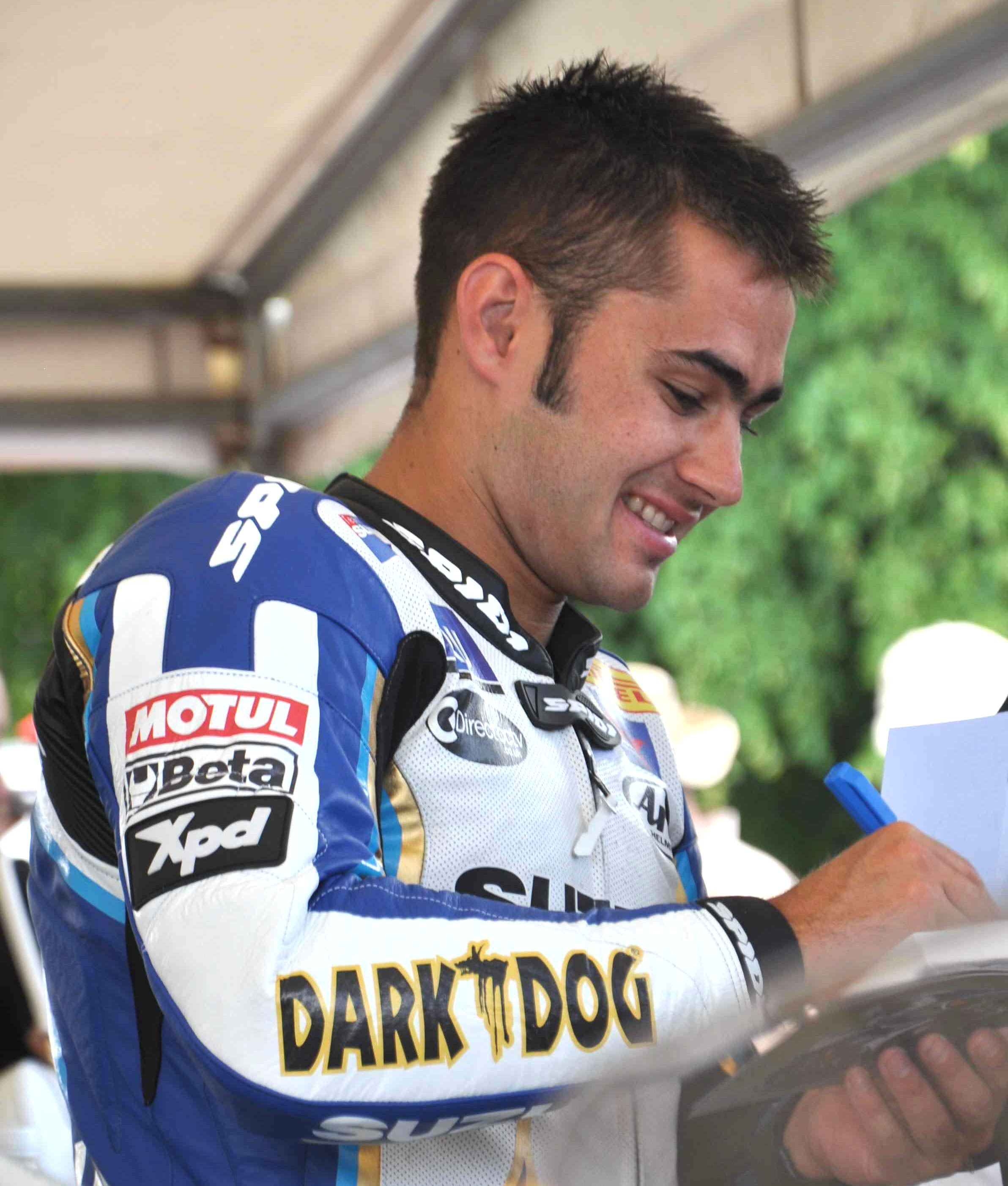
Leon Haslam 2010

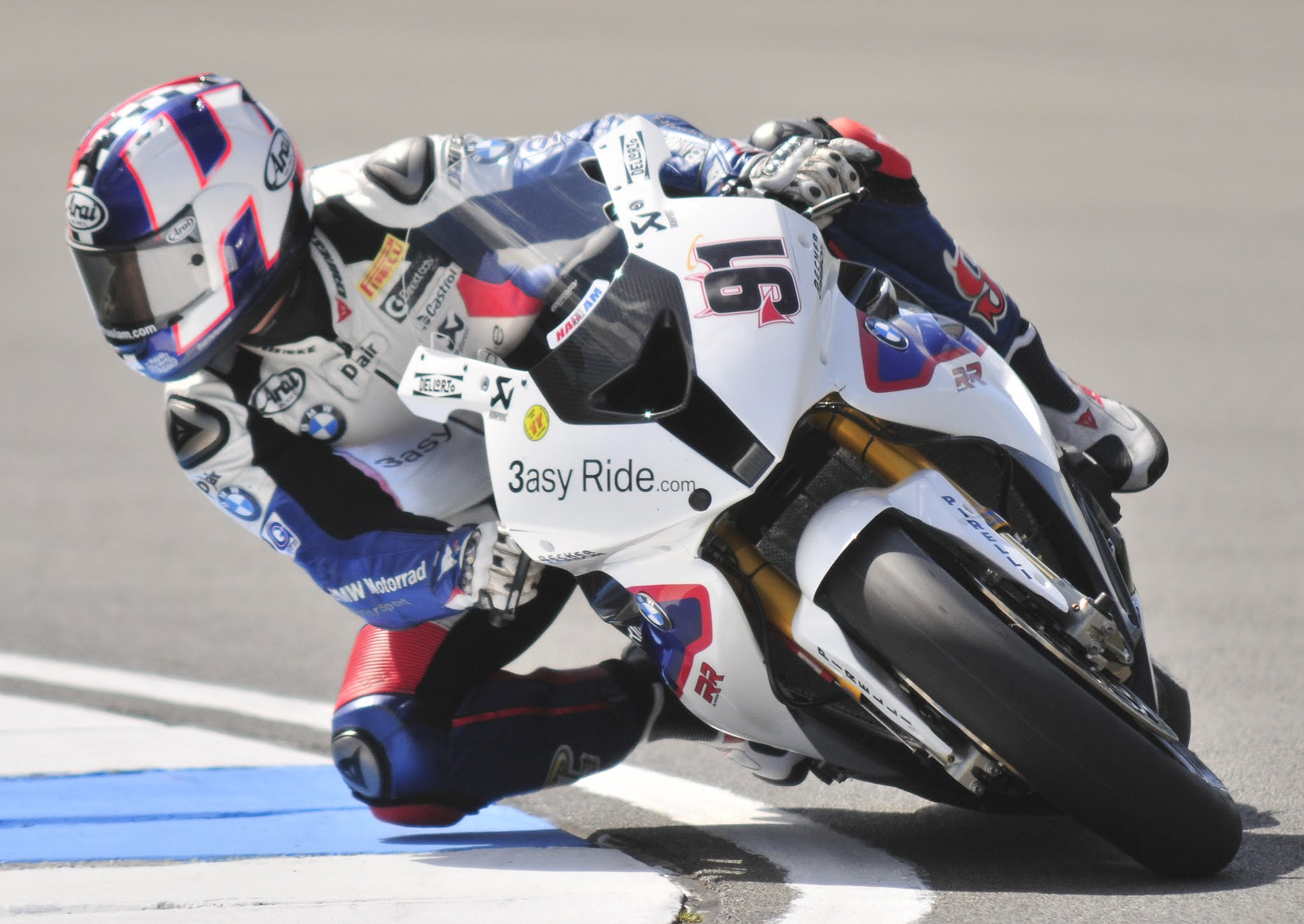
Leon Haslam 2012 auf BMW

Leon Haslam (* 31. Mai 1983 in Smalley, Derbyshire, England) ist ein britischer Motorradrennfahrer.
Er ist der Sohn von Ron Haslam, der selbst Motorradrennfahrer war und in seiner Karriere unter anderem zweimal Formula-TT-Weltmeister war und einmal die Isle of Man TT gewann.

## Karriere
Leon Haslam startete seit 2009 permanent in der Superbike-Weltmeisterschaft. Anfangs trat er für das Team Stiggy Racing Honda an, 2010 startete er für das Suzuki-Werksteam Team Suzuki Alstare und wurde mit drei Siegen und insgesamt 14 Podestplätzen Vizeweltmeister hinter Max Biaggi.
Für die Saison 2011 wechselte Haslam ins BMW-Werksteam, wo er an der Seite des zweifachen Weltmeisters Troy Corser an den Start ging.
In der Saison 2013 erfolgte ein Wechsel Haslams in das Team Pata Honda World Superbike.
2013 und 2014 gewann Haslam jeweils zusammen mit dem Japaner Takumi Takahashi und Michael van der Mark aus den Niederlanden auf Honda das prestigeträchtige 8-Stunden-Rennen von Suzuka.
Nach einer enttäuschenden Saison 2014 bei Pata Honda World Superbike mit Verletzungen und durchschnittlichen Ergebnissen, unterschrieb Haslam bei Aprilia. Für die Saison 2015 wechselte er zu Aprilia Racing Team - Red Devils, zusammen mit seinem spanischen Teamkollegen Jordi Torres.
Zum Ende der Saison zog Aprilia das Werksteam aus der Superbike-WM zurück, aufgrund von zähen Verhandlungen zwischen Aprilia und möglichen Teampartnern wurde Haslam kein neuer Vertrag angeboten.
Daraufhin unterschrieb er bei JG Speedfit Kawasaki und fuhr ab 2016 wieder in der British Superbike Championship. Hier wurde er auf Anhieb Vizemeister. 2017 war Haslam als Gesamtführender in das letzte Rennen der Saison gegangen, stürzte aber in der 8. Runde und beendete die Meisterschaft auf dem dritten Rang. In der Saison 2018 wurde Haslam mit 15 Siegen Meister in der Britischen Superbike Meisterschaft.
2019 fuhr Haslam erstmals seit 2015 wieder eine volle Saison in der Superbike-Weltmeisterschaft. Er startete für das Kawasaki-Werksteam an der Seite des Rekord-Weltmeisters Jonathan Rea und beendete diese mit sechs dritten Plätzen als WM-Siebter.
In der Saison 2020 trat er in der Superbike-WM für Honda an der Seite von Álvaro Bautista an.

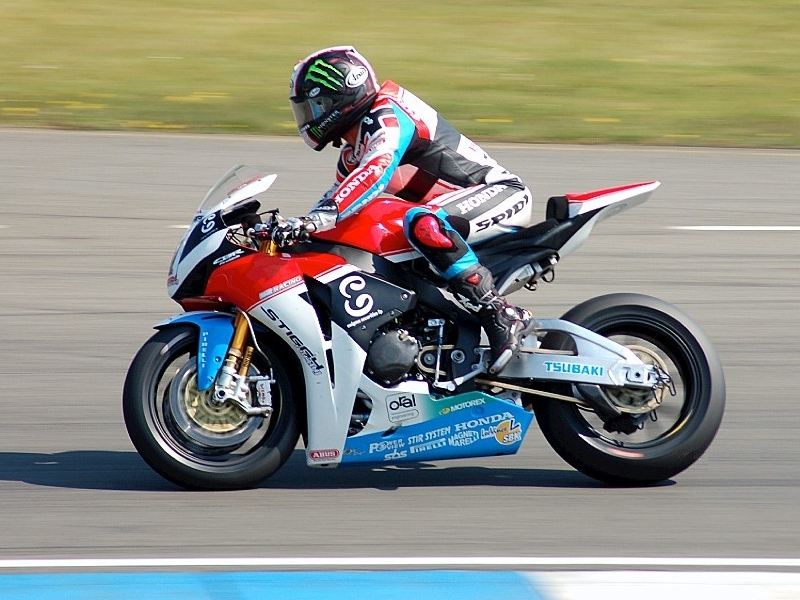
Leon Haslam 2009 auf Honda

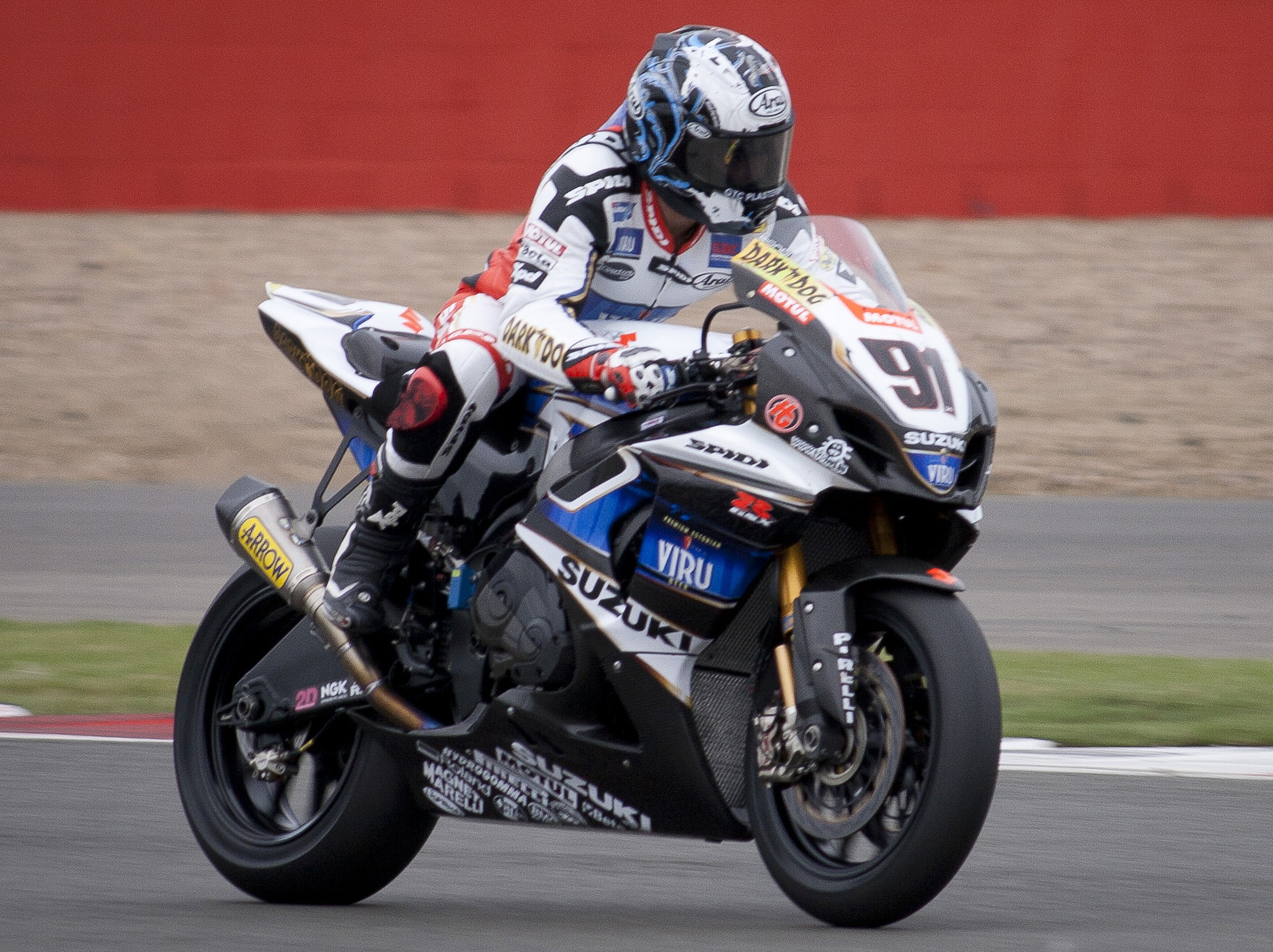
Leon Haslam 2010 auf Suzuki

## Statistik

### Erfolge
- 2013 – Sieger des 8-Stunden-Rennens von Suzuka zusammen mit Takumi Takahashi und Michael van der Mark auf Honda
- 2014 – Sieger des 8-Stunden-Rennens von Suzuka zusammen mit Takumi Takahashi und Michael van der Mark auf Honda
- 2018 – Britischer Superbike-Meister auf Kawasaki
- 2019 – Sieger des 8-Stunden-Rennens von Suzuka zusammen mit Jonathan Rea und Toprak Razgatlıoğlu auf Kawasaki

### In der Motorrad-Weltmeisterschaft
| Saison | Klasse  | Team                       | Motorrad                                  | Rennen | Siege | Zweiter | Dritter | Poles | Schn. Runden | Punkte | Ergebnis |
| ------ | ------- | -------------------------- | ----------------------------------------- | ------ | ----- | ------- | ------- | ----- | ------------ | ------ | -------- |
| 1998   | 125 cm³ | Honda Britain / Ron Haslam | Honda                                     | 1      | –     | –       | –       | –     | –            | 0      | —        |
| 1999   | 125 cm³ | Honda Britain              | Honda                                     | 1      | –     | –       | –       | –     | –            | 0      | —        |
| 2000   | 125 cm³ | Italjet Moto               | Italjet                                   | 15     | –     | –       | –       | –     | –            | 6      | 27.      |
| 2001   | 500 cm³ | Shell Advance Honda        | Honda NSR 500 V (V2) / Honda NSR 500 (V4) | 13     | –     | –       | –       | –     | –            | 13     | 19.      |
| 2002   | 250 cm³ | Cibertel Honda BQR.        | Honda                                     | 16     | –     | –       | –       | –     | –            | 19     | 18.      |
| Gesamt | Gesamt  | Gesamt                     | Gesamt                                    | 46     | 0     | 0       | 0       | 0     | 0            | 38     |          |

### In der Superbike-Weltmeisterschaft
(Stand: Saisonende 2023)
| Saison | Team                             | Motorrad              | Rennen | Siege | Zweiter | Dritter | Poles | Schn. Runden | Punkte | Ergebnis |
| ------ | -------------------------------- | --------------------- | ------ | ----- | ------- | ------- | ----- | ------------ | ------ | -------- |
| 2003   | Renegade Ducati                  | Ducati 998 RS         | 6      | –     | –       | –       | –     | –            | 35     | 21.      |
| 2004   | Renegade Ducati Koji             | Ducati 999 RS         | 22     | –     | –       | 1       | –     | –            | 169    | 8.       |
| 2008   | HM Plant Honda                   | Honda CBR1000RR       | 4      | –     | –       | 1       | –     | –            | 33     | 22.      |
| 2009   | Stiggy Racing Honda              | Honda CBR1000RR       | 28     | –     | 2       | 2       | –     | 1            | 241    | 6.       |
| 2010   | Team Suzuki Alstare              | Suzuki GSX-R 1000 K10 | 26     | 3     | 8       | 3       | 1     | 2            | 376    | 2.       |
| 2011   | BMW Motorrad Motorsport          | BMW S 1000 RR         | 26     | –     | –       | 3       | –     | –            | 224    | 5.       |
| 2012   | BMW Motorrad Motorsport          | BMW S 1000 RR         | 27     | –     | 2       | 3       | –     | 1            | 200    | 8.       |
| 2013   | Pata Honda World Superbike       | Honda CBR1000RR       | 20     | –     | –       | –       | –     | –            | 91     | 13.      |
| 2014   | Pata Honda World Superbike       | Honda CBR1000RR       | 24     | –     | –       | 1       | –     | –            | 187    | 7.       |
| 2015   | Aprilia Racing Team - Red Devils | Aprilia RSV4 RF       | 26     | 2     | 3       | 4       | 2     | 2            | 332    | 4.       |
| 2016   | Pedercini Racing                 | Kawasaki ZX-10R       | 2      | –     | –       | –       | –     | –            | 16     | 20.      |
| 2017   | Kawasaki Puccetti Racing         | Kawasaki ZX-10R       | 2      | –     | 1       | –       | –     | –            | 20     | 23.      |
| 2018   | Kawasaki Puccetti Racing         | Kawasaki ZX-10R       | 4      | –     | –       | –       | –     | –            | 14     | 20.      |
| 2019   | Kawasaki Racing Team WorldSBK    | Kawasaki ZX-10R       | 37     | –     | –       | 6       | –     | –            | 281    | 7.       |
| 2020   | Team HRC                         | Honda CBR1000RR       | 24     | –     | –       | –       | –     | –            | 113    | 10.      |
| 2021   | Team HRC                         | Honda CBR1000RR       | 35     | –     | –       | –       | –     | –            | 134    | 13.      |
| 2022   | TPR Team Pedercini Racing        | Kawasaki ZX-10R       | 9      | –     | –       | –       | –     | –            | 4      | 26.      |
| 2023   | ROKiT BMW Motorrad WorldSBK Team | BMW M 1000 RR         | 3      | –     | –       | –       | –     | –            | 2      | 23.      |
| Gesamt | Gesamt                           | Gesamt                | 325    | 5     | 16      | 24      | 3     | 6            | 2472   |          |